# Fabricinuda bikinii
Fabricinuda bikinii är en ringmaskart som först beskrevs av Hartman 1954.  Fabricinuda bikinii ingår i släktet Fabricinuda och familjen Sabellidae. Inga underarter finns listade i Catalogue of Life.